# ام‌وی کامیلا دسگگنس
ام‌وی کامیلا دسگگنس (به انگلیسی: MV Camilla Desgagnés) یک کشتی است که طول آن ۱۳۳ متر (۴۳۶ فوت) می‌باشد. این کشتی  در سال ۱۹۸۲ ساخته شد.